# Jiřina Pelcová
Jiřína Pelcová nata Adamičková (Jablonec nad Nisou, 22 novembre 1969) è un'ex biatleta ceca.
Fino alla dissoluzione della Cecoslovacchia (1993) gareggiò per la nazionale cecoslovacca.

## Biografia
In Coppa del Mondo ottenne il primo risultato di rilievo il 19 gennaio 1989 a Borovec (22ª) e l'unica vittoria il 21 dicembre 1997 a Kontiolahti. Nel 1989-1990 si aggiudicò la coppa di cristallo.
In carriera prese parte a tre edizioni dei Giochi olimpici invernali, Albertville 1992 (5ª nella sprint, 23ª nell'individuale, 8ª nella staffetta), Lillehammer 1994 (49ª nella sprint, 37ª nell'individuale, 7ª nella staffetta) e Nagano 1998 (35ª nella sprint, 38ª nell'individuale, 6ª nella staffetta) e a sei dei Mondiali, vincendo tre medaglie.

## Palmarès

### Mondiali
- 3 medaglie:
  - 1 oro (staffetta[2] a Borovec 1993)
  - 2 bronzi (staffetta a Feistritz 1989; gara a squadre a Novosibirsk 1992)

### Coppa del Mondo
- Vincitrice della Coppa del Mondo nel 1990
- 1 podio (a squadre[1]), oltre a quello ottenuto in sede olimpica e valido anche ai fini della Coppa del Mondo:
  - 1 vittoria

#### Coppa del Mondo - vittorie
| Data             | Località    | Nazione   | Specialità                                                 |
| ---------------- | ----------- | --------- | ---------------------------------------------------------- |
| 21 dicembre 1997 | Kontiolahti | Finlandia | RL (con Kateřina Holubcová, Irena Česneková ed Eva Háková) |

Legenda:

RL = staffetta